# Dōjinshi
 (mai 2024).
Si vous disposez d'ouvrages ou d'articles de référence ou si vous connaissez des sites web de qualité traitant du thème abordé ici, merci de compléter l'article en donnant les références utiles à sa vérifiabilité et en les liant à la section « Notes et références ».

Les dōjinshi (同人誌), contraction de dōjin zasshi (同人雑誌, litt. « revue de cercle »), aussi écrit doujinshi, sont des recueils édités par des amateurs souhaitant présenter leurs travaux dans des domaines tels que la littérature, le dessin, etc., et diffusés à des échelles plus ou moins larges de façon confidentielle ou non. Le terme est notamment réduit au genre spécifique des fanzines de manga dessinés par des artistes amateurs ou professionnels, et souvent vendus pendant des conventions comme le Comic Market. Ce sont pour un grand nombre des travaux parodiant ou rendant hommage à d'autres œuvres populaires, notamment via le genre érotique[réf. nécessaire]. On appelle un auteur de dōjinshi un dōjinshika.
Le thème des dōjinshi est abordé dans plusieurs séries animées telles que Comic Party ou Dōjin Work. On en parle également dans Genshiken.
Les mangakas célèbres cherchent souvent à échapper aux pressions exercées sur eux par les éditeurs, ils sont de plus en plus nombreux à œuvrer dans le domaine du dōjinshi, le « fanzinat » japonais. Les auteurs réduisent alors leur production dans le cadre de la presse dite « régulière » pour se concentrer sur les dōjinshi qui présentent un triple avantage : les délais de livraison des planches sont fixés par les producteurs, les auteurs peuvent toucher un pourcentage plus élevé sur les ventes et disposent d’une plus grande liberté artistique du fait de l’absence d’une ligne éditoriale précise à respecter, même si ces publications restent à but non lucratif.
Pour ces raisons, de nombreux mangakas professionnels participent au Comiket, le festival semestriel du dōjinshi : des auteurs tels que Tōru Fujisawa (GTO), Kazushi Hagiwara (Bastard!!) ou le studio CLAMP (Tōkyō Babylon, X, RG Veda, Tsubasa -RESERVoir CHRoNiCLE-). Ces auteurs retirent de substantiels bénéfices via la vente de fanzines contenant des séries inédites, la vente de dessins originaux ou de recueils d'illustrations de leurs séries les plus célèbres, lorsqu’ils en détiennent les droits d’exploitation.
L'édition amateur ne couvre pas seulement le seul média papier mais peut concerner tous les types de médias. Ainsi les jeux amateurs, les dōjin games, peuvent pour certains se vendre à plusieurs milliers d'exemplaires et dont le succès peut générer des séries animées : Tsukihime, Higurashi no naku koro ni.

## Au Japon
Les dōjinshi (同人誌) sont des travaux auto-produits d'auteurs japonais, le plus souvent des mangas ou des nouvelles. Ils sont souvent l'œuvre d'amateurs, bien que certains auteurs professionnels décident aussi de publier eux-mêmes leurs travaux et non par le biais de l'industrie de l'édition traditionnelle. Le terme dōjinshi est dérivé de dōjin (同人) qui signifie « cercle », en référence à des personnes partageant un même projet ou centre d'intérêt ; et de shi (誌, shi), contraction de zasshi signifiant « magazine ». Les dōjinshi font partie du genre plus vaste des dōjin, incluant aussi des illustrations, des anime hentai et des jeux vidéo. Le terme anglais de « circle » est parfois utilisé pour désigner les clubs et groupes d'artistes réalisant des dōjinshi.
Les dōjinshi sont écrits et/ou dessinés par des artistes et écrivains qui préfèrent publier eux-mêmes leurs travaux. Les fans avides de ce genre de publications participent à de fréquentes conventions de dōjinshi, dont la plus grande est le Comic Market qui a lieu en été et en hiver à Tōkyō. La convention regroupe plus de 35 000 exposants de fanzinats sur trois jours. Énormément de dōjinshi sont achetés, vendus et échangés par les participants. Les créateurs dont les œuvres reprennent les univers et personnages d'autres créateurs plus connus sont publiés en petite quantité pour ne pas s'attirer les foudres des protecteurs du droit d'auteur. Ainsi, les dōjinshi d'un auteur de talent ou d'un cercle de talent sont souvent en éditions limitées.
La pratique du dōjinshi, née dans le domaine littéraire au XXe siècle, s'est développée rapidement à partir des années 1980, attirant des milliers de créateurs et fans. Les progrès en matière d'informatique et de techniques de publication ont facilité l'auto-production. Un nouveau marché du dōjinshi est maintenant présent par le biais d'Internet.

## Dans les pays occidentaux
Dans les pays occidentaux, le terme dōjinshi est souvent employé comme un terme générique pour désigner le sous-genre des dōjinshi parodiques, où l'auteur crée une histoire dérivée d'une œuvre existante et en utilisant ses personnages et son univers, soit le pendant manga de la fanfiction mais souvent dans des situations pornographiques. Malgré le caractère adulte de nombre de dōjinshi, en réalité, beaucoup d'entre eux présentent des personnages et intrigues totalement originaux, et seulement la moitié ou moins de tous les dōjinshi sont hentai, yaoi ou yuri. À cause de la barrière linguistique, la plupart des collectionneurs étrangers achètent avant tout ceux qui traitent de leurs séries favorites, ignorant parfois l'existence d'autres types de productions.

## Catégories

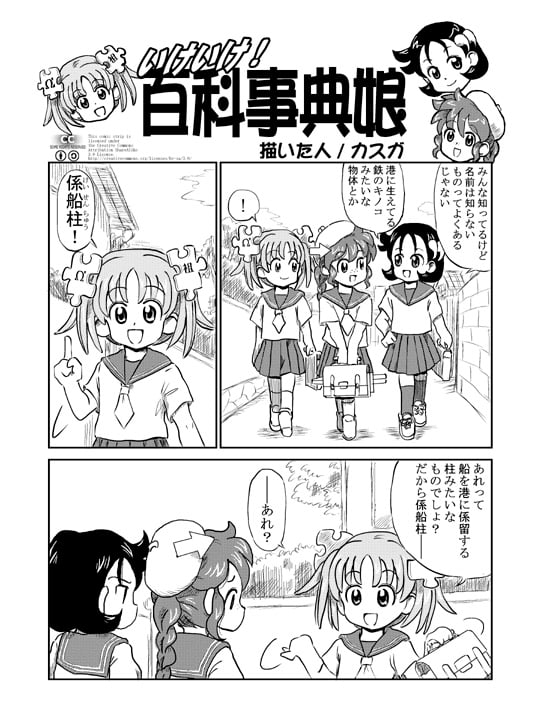

Comme dans les publications passant par les maisons d'édition, les dōjinshi publiés appartiennent à un panel de genres. Toutefois, à cause des exigences commerciales qui nécessitent de cibler un public précis, certains sujets reviennent plus que d'autres et l'on peut les classer en plusieurs catégories.
Comme dans les fanfics, un sujet populaire est la romance entre deux personnages d'une série préexistante qui n'existait pas dans l'œuvre d'origine (voir aussi fanfiction). Certaines de ces publications sont centrées autour d'une relation homosexuelles, qu'elle ait été seulement suggérée dans l'œuvre originale ou inexistante, et tiennent du yaoi ou yuri (voir aussi Slash).
Une grande partie des dōjinshi, qu'ils soient basés sur une œuvre préexistante ou qu'ils soient des fictions originales, contiennent des scènes sexuelles explicites, notamment du fait de la demande importante pour de telles publications et l'absence de régulations officielles dans les maisons d'éditions en termes de pornographie. L'ambition principale de certains dōjinshi est de mettre en scène une relation sexuelle entre les personnages d'une série à la mode. Les fans anglophones appellent de tels dōjinshi des « H-dōjinshi », à cause de l'utilisation traditionnelle au Japon de la lettre H pour désigner un contenu érotique (H se prononçant « ecchi », signifiant également « sexe »). Aujourd'hui, c'est toutefois le terme de ero manga (エロ漫画) qui est utilisé au Japon pour désigner ces dōjinshi aux sujets érotiques. Ils sont aussi parfois seulement titrés « 18 ans ». Au contraire, les dōjinshi destinés à un plus large public sont appelés Ippan (一般, « général »).

## Auteurs célèbres dedōjinshi
- Les célèbres CLAMP ont débuté comme un cercle de douze auteurs de dōjinshi. Les quatre femmes qui forment CLAMP aujourd'hui ont une renommée internationale avec des records de ventes au Japon, en Europe et aux États-Unis. Nombre de leurs mangas donnent naissance à des versions animées.
- Ken Akamatsu, l'auteur de mangas populaires comme Love Hina et Negima, continue à faire du dōjinshi qu'il vend au Comiket sous le nom de plume Awa Mizuno.
- Kōshi Rikudō, l'auteur du manga populaire Excel Saga, a débuté comme artiste de dōjinshi.
- Nanae Chrono, auteur du manga Peace Maker Kurogane, a publié de nombreux dōjinshi de Naruto, dont la plupart étaient de type yaoi.
- Maki Murakami, auteur de Gravitation et de Gamers Heaven. Son cercle Crocodile Ave. a créé les populaires Remix Gravitation (contenant Rimigra & Megamix Gravitation) qui est l'un des dōjinshi yaoi les plus graphiques publiés.
- Monkey Punch, auteur de Lupin III, a débuté comme artiste de dōjinshi.
- Des artistes ero comme Tony Taka et Carnelian sont aussi des célèbres dōjinshika (auteurs de dōjinshi).
- L'artiste Nobuteru Yūki vend des dōjinshis reprenant tous les crayonnés de ses illustrations d'artbook.
- Yun Kōga, un mangaka de longue date et l'auteur de deux célèbres séries BL (Earthian et Loveless), a débuté en dessinant des dōjinshis sur la série Gundam Wing.
- Yoshitoshi ABe a publié certains de ces travaux sous forme de dōjinshi, dont Ailes grises (Haibane renmei). Il dit avoir eu recours à l'auto-publication car il ne voulait pas avoir à se soumettre à l'exigence d'un éditeur.

Les artistes suivants sont également célèbres, mais étant donné la nature principale de leurs œuvres, ils ne sont pas connus en tant que mangakas (auteurs de mangas).
- Bleedman, créateur du dōjinshi en ligne PowerPuff Girls Doujinshi et Grim Tales.
- Fred Gallagher, créateur de la série en ligne Megatokyo, ainsi que de la série en cours Warmth.
- Nacho Fernandez et Alvaro Lopez, créateur de la série Dragon Fall et Les Chevaliers de l'Horoscope.

## Graphie
Le terme japonais dōjinshi se prononce « do-o-jinshi », avec un « o » long. Pour transmettre à l'écriture cette prononciation, on écrit en français dōjinshi, dôjinshi ou encore doujinshi, le « o » long japonais, bien que prononcé « o-o », s'écrit en japonais « o-u » (soit do-u-jinshi, prononcé do-o-jinshi).